# كارمل مايرز
كارمل مايرز (بالإنجليزية: Carmel Myers)‏ هي ممثلة أمريكية، ولدت في 4 أبريل 1899 في سان فرانسيسكو في الولايات المتحدة، وتوفيت في 9 نوفمبر 1980 في لوس أنجلوس في الولايات المتحدة بسبب نوبة قلبية.

## أعمال

### أفلام
- (1918) طوال الليل
- (1925) بن هور

## وصلات خارجية
- كارمل مايرز على موقع IMDb (الإنجليزية)
- كارمل مايرز على موقع ألو سيني (الفرنسية)
- كارمل مايرز على موقع أول موفي (الإنجليزية)
- كارمل مايرز على موقع قاعدة بيانات برودواي على الإنترنت (الإنجليزية)
- كارمل مايرز على موقع قاعدة بيانات الأفلام السويدية (السويدية)
- كارمل مايرز على موقع إن إن دي بي (الإنجليزية)
- كارمل مايرز على موقع قاعدة بيانات الفيلم (الإنجليزية)
- كارمل مايرز على موقع كينوبويسك (الروسية)